# Jan Świerkosz
Jan Paweł Świerkosz (ur. 22 września 1922 w Myślachowicach, zm. 20 września 2020) – działacz i polityk komunistyczny, członek francuskiego ruchu oporu.

## Życiorys
Był synem Józefa i Anastazji. Jego dwaj starsi bracia zginęli podczas I wojny światowej. 25 października 1925 wyjechał wraz z rodzicami i dwoma siostrami do Francji. Od 1940 do 1946 był członkiem Francuskiej Partii Komunistycznej. Podczas II wojny światowej był dowódcą we francuskim ruchu oporu. Uczestniczył w akcjach dywersyjno–sabotażowych w Ardenach. W 1943 był więziony w cytadeli w Arras i obozie koncentracyjnym Vatten-Eperlecques.
Po wojnie wrócił do Polski wraz z matką i siostrą. W 1946 został członkiem Polskiej Partii Robotniczej, a od 1948 był członkiem Polskiej Zjednoczonej Partii Robotniczej. W latach 1953–1954 był słuchaczem Centralnej Szkoły Partyjnej PZPR w Warszawie.
W 1948 był instruktorem Komitetu Zakładowego Kopalni Węgla Kamiennego "Biały Kamień" w Wałbrzychu. W latach 1951–1953 był I Sekretarzem Komitetu Zakładowego Kopalni Węgla Kamiennego "Thorez" w Wałbrzychu. W latach 1954–1956 był instruktorem Komitetu Centralnego Polskiej Zjednoczonej Partii Robotniczej w Warszawie. W latach 1956–1964 był sekretarzem ekonomicznym komitetu miejskiego w Wałbrzychu. W 1956 został również członkiem Komitetu Wojewódzkiego we Wrocławiu.

## Odznaczenia[2]
- Krzyż Wojenny
- Medal Pamiątkowy Ochotników Wolnej Francji
- Odznaka „Za Zasługi dla ZKRPiBWP”
- Złoty Krzyż Zasługi (dwukrotnie)[4]